# 邓玉恩
邓玉恩（1963年9月—），中国共产党党员，中国人民解放军少将。

## 履历
曾任二炮某基地装备部部长，二炮第五十三基地副司令员。2016年军改后，任西部战区参谋长助理，其间曾任“和平使命-2016”上海合作组织联合反恐军事演习联合导演部中方副总导演。
2018年6月，升任中部战区副参谋长。
2022年8月，任中共山西省委常委、山西省军区司令员、党委副书记。